# Koninginneweg (Amsterdam)
De Koninginneweg is een straat in Amsterdam-Zuid, tussen de Van Eeghenstraat en de Amstelveenseweg.
Het eerste deel, min of meer in het verlengde van de Emmastraat, is rustig, de straat begint aan het Vondelpark naast het gebouw van de voormalige Lutherse Diakonessen Inrichting, dat van 1989 tot 2010 dienstdeed als stadsdeelkantoor voor (Oud-)Zuid, bij het einde van de Van Eeghenstraat. 
Iets verder loopt de straat, waar de Willemsparkweg eindigt en de Emmastraat en Koningslaan beginnen, over een pleintje waar een fitnesscentrum is gevestigd in een voormalige paardentramremise.
Vanaf dit pleintje is de straat veel drukker als onderdeel van de verkeersroute Willemsparkweg - Koninginneweg - Zeilstraat.
Halverwege ligt aan de linkerkant (zuidelijke zijde) het Valeriusplein, rechts ligt hier de Emmalaan die naar het Emmaplein leidt.
De straat loopt, met alleen aan het einde een recht stuk, door tot de Amstelveenseweg, in het verlengde ligt de Zeilstraat.
De straat werd in 1888 vernoemd naar koningin Emma, de tweede echtgenote van koning Willem III, die vlak voor de dood van Willem in 1890 de koninklijke taken overnam tot 1898 als regentes voor hun nog minderjarige dochter, Wilhelmina.  De straat lag toen nog in de gemeente Nieuwer-Amstel. Na de annexatie van dit deel van Nieuwer-Amstel op 1 mei 1896 behield de straat zijn naam.
Rijksmonumenten aan de Koninginneweg zijn de smeedijzeren toegangshekken van het Vondelpark, Huize Koningsvijver (nr 8), de voormalige paardentramremise en een villa op nummer 18. Van een geheel andere orden is het gebouw Koninginneweg 176, nieuwbouw uit 2017.

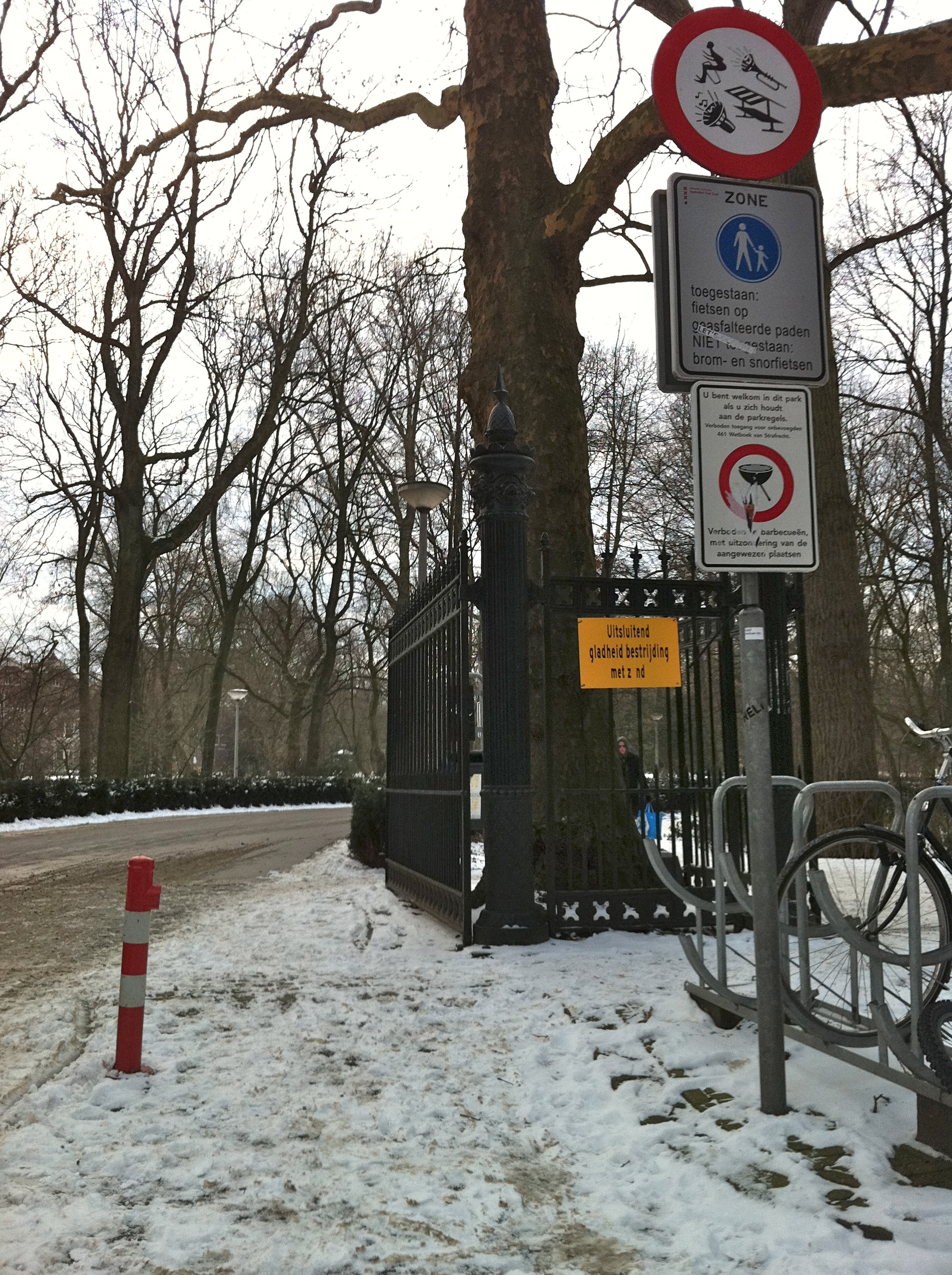
Het begin van de Koninginneweg aan het Vondelpark
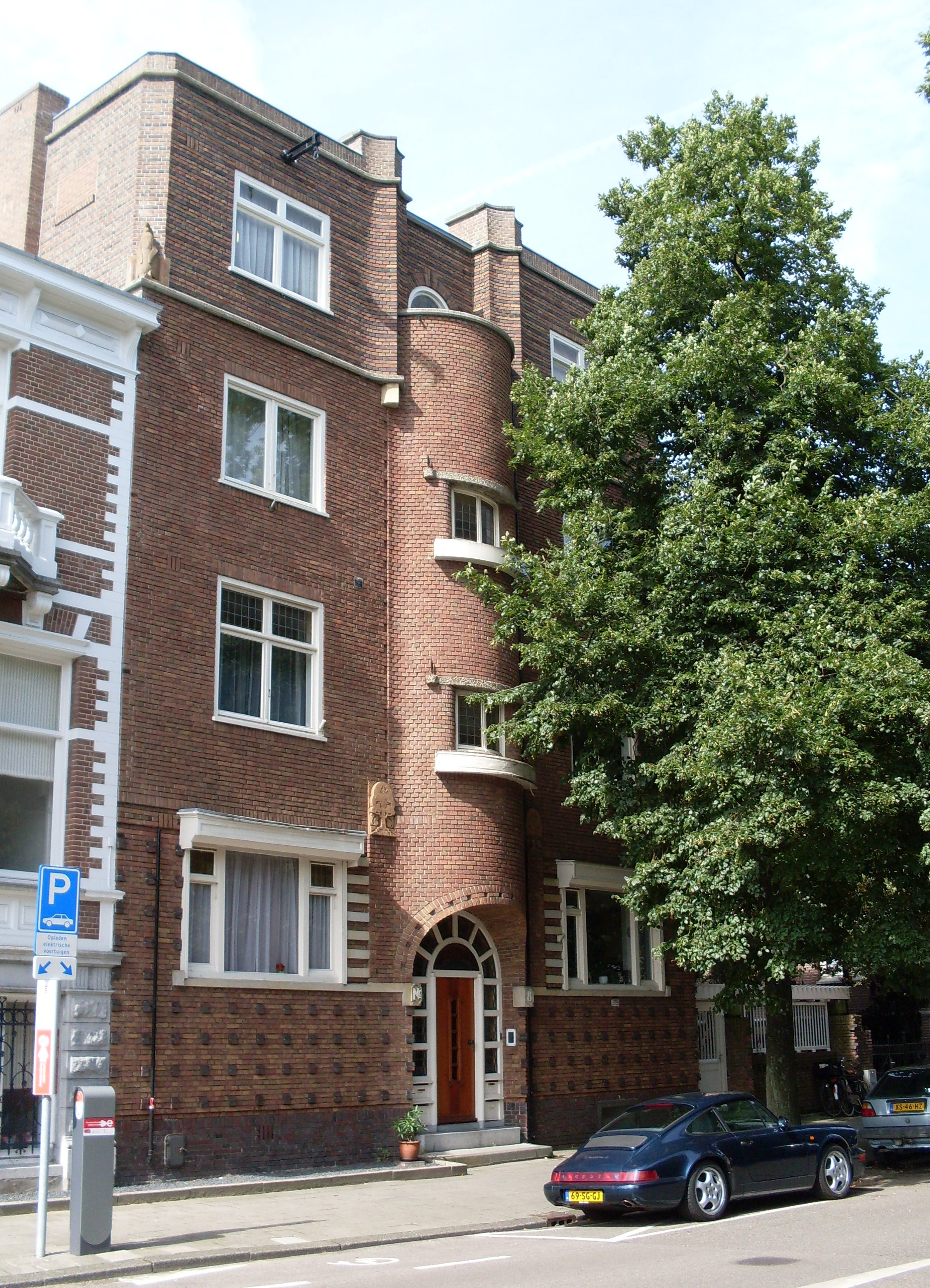
Huize Koningsvijver, Koninginneweg 8
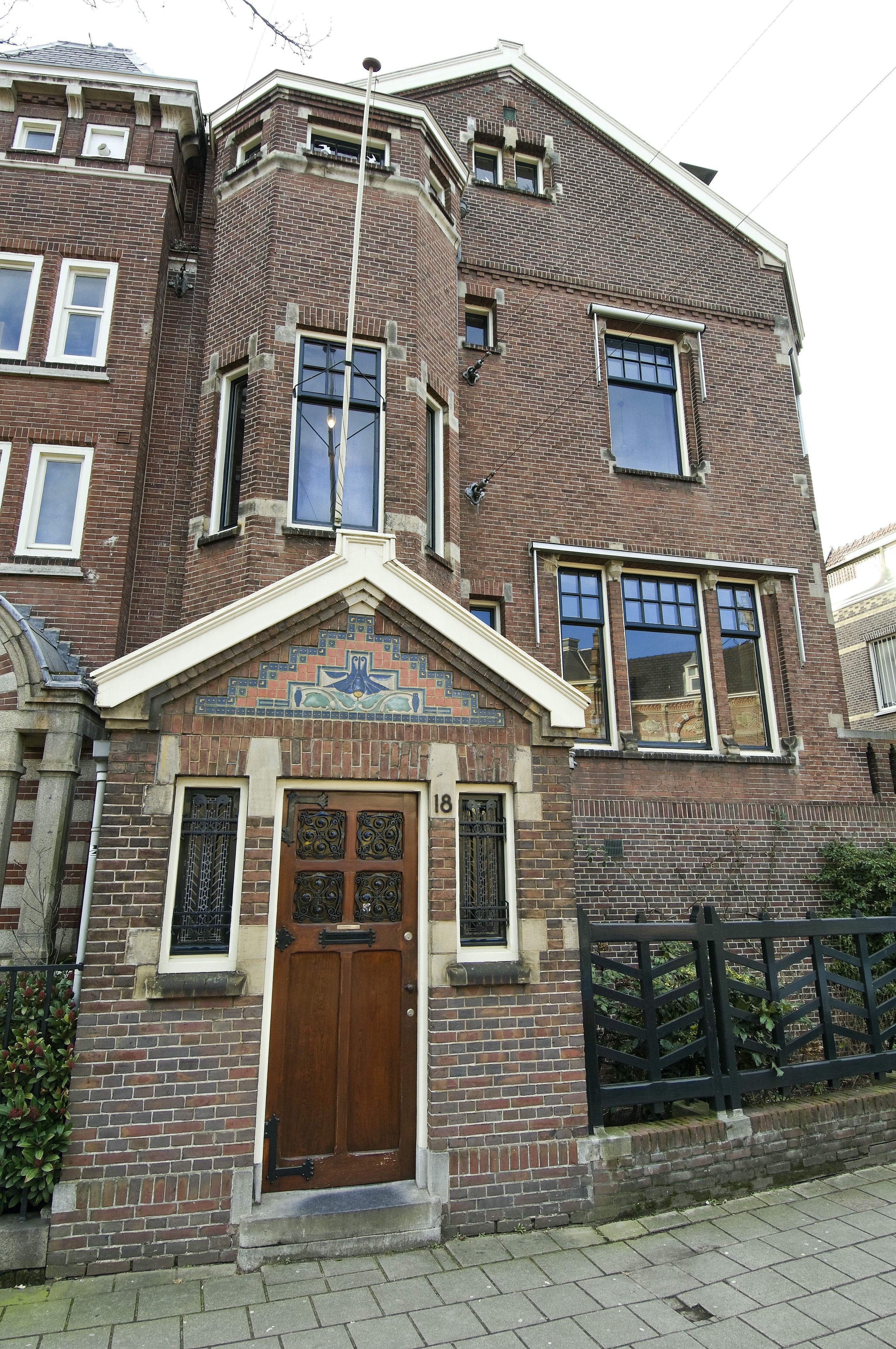
Villa, Koninginneweg 18

## Openbaar vervoer
Sinds 1903 rijdt tramlijn 2 over de Koninginneweg. Kenmerkend aan dit deel van de route van lijn 2 zijn de vele bochten. Ook de halte bij het Valeriusplein ligt in een bocht en tot in 2014 ook de opgeheven halte Emmastraat. Van 1906 tot 1929 had lijn 2 zijn eindpunt aan het einde van de Koninginneweg en bereed de lus Saxen Weimarlaan - Sophialaan - Amstelveenseweg. Ook lijn 1 had hier van 1904 tot 1929 zijn eindpunt maar bereed de lus in tegengestelde richting welke richting lijn 2 vanaf 1929 ging berijden en standplaats kreeg op de Saxen Weimarlaan tot 1948. 